# Steineria gerlachi
Steineria gerlachi is een rondwormensoort uit de familie van de Xyalidae.